# Sérgio Pererê
José Sergio Pereira (Belo Horizonte, 12 de março de 1976), mais conhecido como Sérgio Pererê, é um músico, compositor, multi-instrumentista, escritor e ator brasileiro.
Formou o grupo Tambolelê em 1995, do qual se desligou no início de 2011 para seguir carreira solo.
Sua carreira musical possui influência marcante do som afro-mineiro e baseia-se em diferentes instrumentos e manifestações musicais de origem africana, como os moçambiques e congos. O intuito do artista é reverenciar a musicalidade de diferentes localidades do continente africano.

## Carreira
A origem de seu interesse pela música foi logo na infância. Seu pai era um músico amador que apreciava as serestas, enquanto o ambiente familiar de Sérgio era repleto de tango, baião, valsa e samba-canção. Aos 7 anos de idade, outra paixão começou a alimentar o repertório cultural de Sérgio: a capoeira, que o influenciou a se aproximar da cultura negra. Seu trabalho como compositor iniciou ao criar a banda Avone, a qual possuía influências do blues e rock progressivo.
Em 1995, fundou junto com Santonne Lobato e Geovane Sassá o grupo Tambolelê, que fez apresentações nos Estados Unidos, Europa, Nova Zelândia e México e lançou dois Discos: Tambolelê (2001) e Kianda (2004). Já em 2011, se desligou do grupo para seguir carreira solo.
No teatro, o artista foi ator nos espetáculos "Besouro, Cordão-de-Ouro" (2006) e "Bituca - O Vendedor de Sonhos" (2008) ambos dirigidos por João das Neves. Também participou dos espetáculos “Desde que o samba era semba” (2012) e “A morte de Antonio preto”.
Em 2018, lançou o livro A Morte de Antônio Preto pela Editora Nandyala, o qual inspirou a peça homônima em que atuou. Sérgio também fez participações nos documentários Brasil: DNA África (2016) e Viamão (2020).
O trabalho de Sérgio Pererê é fortemente influenciada por suas origens africanas. Após realizar testes de DNA, Pererê descobriu que seu pai é descendente da etnia Umbundu da Angola, enquanto sua mãe é descendente do povo Diola (de Guiné Bissal e Senegal).

## Trabalhos mais recentes

### História do Mundo
Um de seus discos mais recentes, História do Mundo, foi lançado em 2023 e celebra 25 anos da trajetória musical de Sérgio Pererê. Este é o décimo-quinto álbum da discografia do artista. Dez músicas compõe o disco, sendo duas inéditas, "Baba obá" e "Onde está sua fé", e outras oito músicas provenientes de discos anteriores mas rearranjadas. A faixa de abertura "Costura da vida" apresenta timbres da mbira (instrumento moçambicano) em conjunto com sintetizadores. Já a canção "Woman" é composta junto com Maurício Tizumba e exalta Iemanjá. A canção "Ngana Zambi", por sua vez, foi nomeada em quimbundo (língua banta falada no norte da Angola) e significa "Deus".

### Canções de Outono
O disco mais recente de Sérgio Pererê, Canções de Outono, foi lançado em 12 de junho de 2024 e possui 14 músicas, tendo cada uma a participação de uma cantora diferente. Dentre as cantoras que participam das músicas do disco estão Lia de Itamaracá, Letrux, Mônica Salmaso e Fernanda Takai.
O álbum foi concebido por Sérgio durante a pandemia de COVID-19 e foi selecionado pelo edital Natura Musical via Lei Estadual de Incentivo à Cultura de Minas Gerais.

## Discografia

### Grupo Tambolelê
- Tambolelê (2001)
- Kianda (2004)

### Carreira solo
- Linha de estrelas (2005)
- Labidumba (2008)
- Alma grande – Ao vivo (2010)
- Serafim (2011)
- Famalé (2015)
- Viamão (2016)
- Cada Um (2018)
- Maurício Tizumba e Sérgio Pererê ao vivo (2020)
- Revivências (2020)
- Canções de Bolso (2020)
- Coração de Marujo (2020)
- Cada Um Ao Vivo (2020)
- Pedrinha (2022)
- Velhos de Coroa (2023)
- História do Mundo (2023)
- Canções de Outono (2024)